# Винья, Матиас
Матиас Николас Винья Сусперреги (исп. Matías Nicolás Viña Susperreguy; род. 9 ноября 1997, Эмпальме-Ольмос) — уругвайский футболист, защитник клуба «Фламенго» и сборной Уругвая.

## Клубная карьера

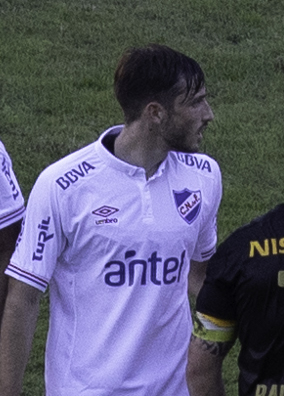
Винья в составе «Насьоналя»

Винья — воспитанник столичного клуба «Насьональ». 2 апреля 2017 года в матче против «Бостон Ривера» он дебютировал в уругвайской Примере. 6 апреля 2019 года в поединке против столичного «Ривер Плейта» Матиас забил свой первый гол за «Насьональ». В том же году он помог клубу завоевать Суперкубок Уругвая и выиграть чемпионат.  
В начале 2020 года Винья подписал контракт с бразильским «Палмейрасом». Сумма трансфера составила 5,5 млн. евро. 16 февраля в поединке Лиги Паулиста против «Мирассола» Матиас дебютировал за основной состав. 13 августа в матче против «Флуминенсе» он дебютировал в бразильской Серии A. 1 октября в поединке Кубка Либертадорес против боливийского «Боливара» Матиас забил свой первый гол за «Палмейрас». В 2021 году в матчах Кубка Либертадорес против аргентинского «Ривер Плейта» и перуанского «Университарио» Винья забил по голу. В составе «Палмейраса» Матиас дважды выиграл Кубок Либертадорес, стал чемпионом Лиги Паулиста и завоевал Кубок Бразилии. 
Летом 2021 года Винья подписал контракт на 5 лет с итальянской «Ромой». Сумма трансфера составила 13 млн. евро без учёта бонусов. 22 августа в матче против «Фиорентины» он дебютировал в итальянской Серии A. В 2022 году Матиас помог клубу выиграть Лигу конференций. В начале 2023 года Винья на правах аренды перешёл в английский «Борнмут». 4 февраля в матче против «Брайтон энд Хоув Альбион» он дебютировал в английской Премьер-лиге. 15 апреля в поединке против «Тоттенхэм Хотспур» Матиас забил свой первый гол за «Борнмут». 

## Карьера в сборной
В 2017 году Винья в составе молодёжной сборной Уругвая выиграл молодёжный чемпионат Южной Америки в Эквадоре. На турнире он сыграл в матчах против команд Перу, Колумбии, Бразилии, Эквадора, а также дважды Венесуэлы и Аргентины. В поединке против бразильцев Матиас забил гол.
В том же году Винья принял участие в молодёжном чемпионате мира в Южной Корее. На турнире он сыграл в матчах против команд ЮАР, Саудовской Аравии , Португалии и Италии.
6 сентября 2019 года в товарищеском матче против сборной Коста-Рики Винья дебютировал за сборную Уругвая, заменив во втором тайме Диего Лаксальта.
В 2021 году Винья был включён в состав сборной на Кубок Америки 2021. На турнире он сыграл в матчах против сборных Аргентины, Чили, Боливии, Парагвая и Колумбии.
В 2022 году Винья принял участие в чемпионате мира в Катаре. На турнире он сыграл в матчах против команд Южной Кореи и Португалии.  

## Достижения
Командные
 «Насьональ»
- Победитель уругвайской Примеры (1): 2019
- Обладатель Суперкубка Уругвая (1): 2019

 «Палмейрас»
- Чемпион штата Сан-Паулу (1): 2020
- Обладатель Кубка Либертадорес (2): 2020, 2021
- Обладатель Кубка Бразилии (1): 2020

 «Рома»
- Обладатель Лиги конференций УЕФА: (1) 2022

Международные
 Уругвай (до 20)
- Чемпион Южной Америки среди молодёжи (1): 2017

Индивидуальные
- Футболист года в Уругвае (чемпионат) (1): 2019